# I See a Darkness
I See a Darkness är ett album av Bonnie "Prince" Billy, utgivet 1999. Det är Will Oldhams första album under aliaset Bonnie "Prince" Billy.
Johnny Cash spelade in titelspåret till sitt album American III: Solitary Man (2000). Oldham medverkar även på denna inspelning.
Pitchfork Media har utsett albumet till det nionde bästa från 1990-talet.

## Låtlista
1. "A Minor Place" - 3:43
2. "Nomadic Revery (All Around)" - 3:58
3. "I See a Darkness" - 4:50
4. "Another Day Full of Dread" - 3:11
5. "Death to Everyone" - 4:31
6. "Knockturne" - 2:17
7. "Madeleine-Mary" - 2:31
8. "Song for the New Breed" - 3:24
9. "Today I Was an Evil One" - 3:52
10. "Black" - 3:46
11. "Raining in Darling" - 1:53